# Galipea ossana
Galipea ossana є вимерлим видом рослин із родини рутових (Rutaceae). Він був ендемічним в одному місці в Лос-Паласіос, провінція Пінар-дель-Ріо, Західний регіон, Куба. Цей кущ раніше зустрічався в напівлистопадних лісах і вимер через надмірну вирубку деревини та кори.
Він був оголошений вимерлим у 2015 році Кубинською групою спеціалістів з рослинництва (GEPC 2015), оскільки серія експедицій між 2003 і 2005 роками не знайшла цей вид.